# Guilherme Caribé
Guilherme Caribé Oliveira Santos, född 1 mars 2003 i Salvador, är en brasiliansk simmare.

## Karriär
Vid sydamerikanska mästerskapen 2021 i Buenos Aires var Caribé en del av Brasiliens kapplag som tog guld på 4×100 meter frisim. Vid panamerikanska spelen 2023 i Santiago tog han tre guld (100 meter frisim, 4×100 meter frisim och 4×100 meter mixed frisim) samt ett silver (4×100 meter medley).
Vid olympiska sommarspelen 2024 i Paris blev Caribé utslagen i semifinalen på 100 meter frisim och i försöksheatet på 50 meter frisim. Han var även en del av Brasiliens kapplag som blev utslagna i försöksheatet och slutade på 10:e plats på 4×100 meter frisim. Vid kortbane-VM 2024 i Budapest tog Caribé silver på både 50 och 100 meter frisim samt noterade ett nytt sydamerikanskt rekord på 100 meter frisim efter ett lopp på 45,47 sekunder.